# Flughafen Tabuk

i7
i11
i13
Der Flughafen Tabuk (arabisch مطار الأمير سلطان بن عبد العزيز, DMG Maṭār al-Amīr Sulṭān b. ʿAbd al-ʿAzīz ‚Prinz-Sultan-ibn-Abd-al-Aziz-Flughafen‘, IATA-Code: TUU, ICAO-Code: OETB) liegt im Nordwesten Saudi-Arabiens, am Rande der Stadt Tabuk, der Hauptstadt der gleichnamigen Provinz.
Der Flughafen grenzt direkt an den militärischen Flughafen King Faisal Air Base; die insgesamt drei Start- und Landebahnen sind von beiden Flughäfen aus erreichbar. Der zivile Flughafen Tabuk entstand im Jahr 2011. Er ist mit einigen nationalen und internationalen Zielen verbunden, unter anderem mit Kairo, Dubai und Riad.

## Zwischenfälle
Am 10. Juli 1972 verunglückte am Flughafen Tabuk eine Douglas DC-3/C-47B-30-DK der Saudi Arabian Airlines (Luftfahrzeugkennzeichen HZ-AAK). Alle Insassen überlebten. Das Flugzeug wurde irreparabel beschädigt.